# Нове Авкіманово
Нове Авкіма́ново (рос. Новое Авкиманово, ерз. Од Авкиман) — присілок у складі Темниковського району Мордовії, Росія. Входить до складу Андрієвського сільського поселення.
Населення — 161 особа (2010; 222 у 2002).
Національний склад (станом на 2002 рік):
- мордва — 97 %